# Casey of the Coast Guard

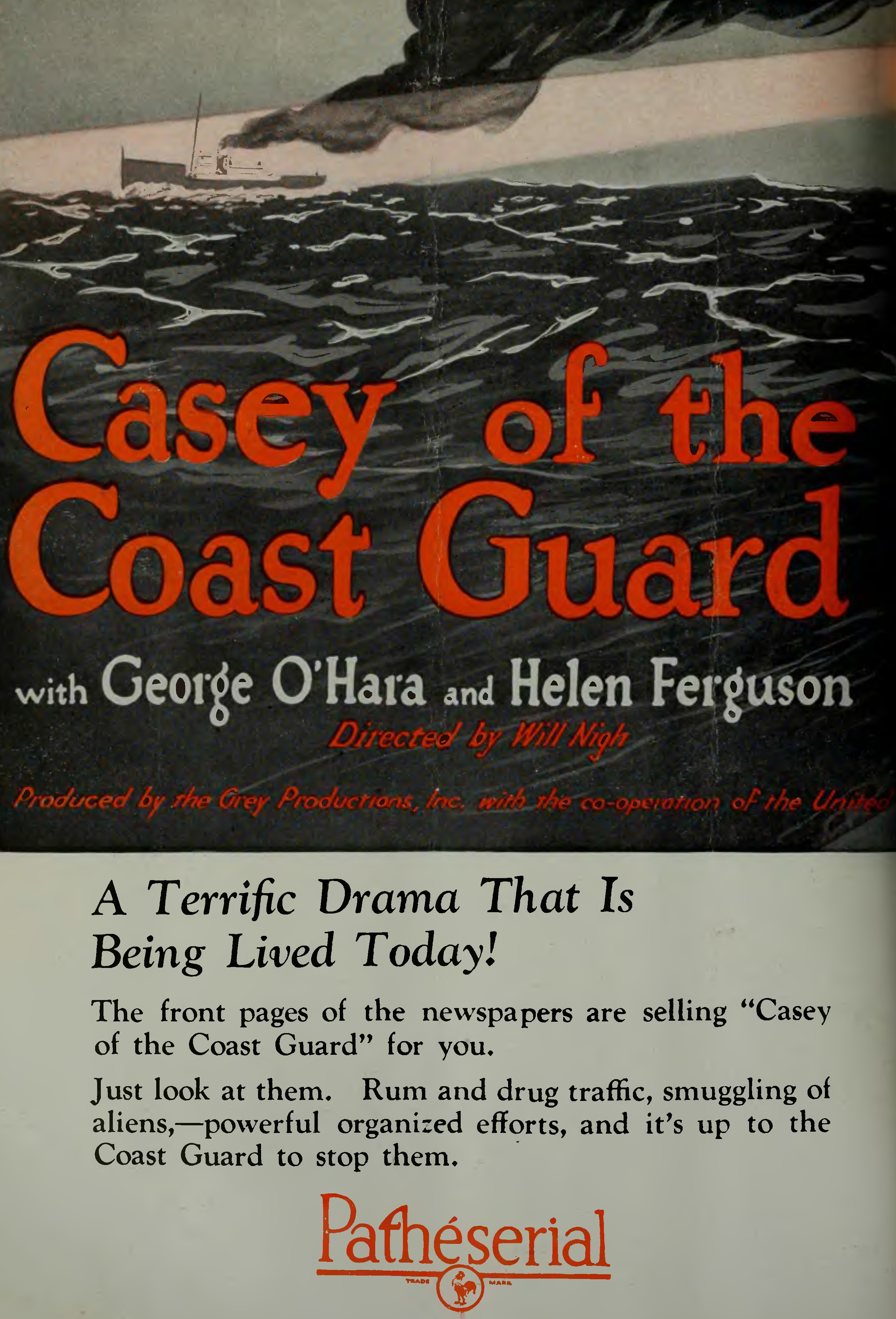
Annonce pour le film dans le magazine The Film Daily.

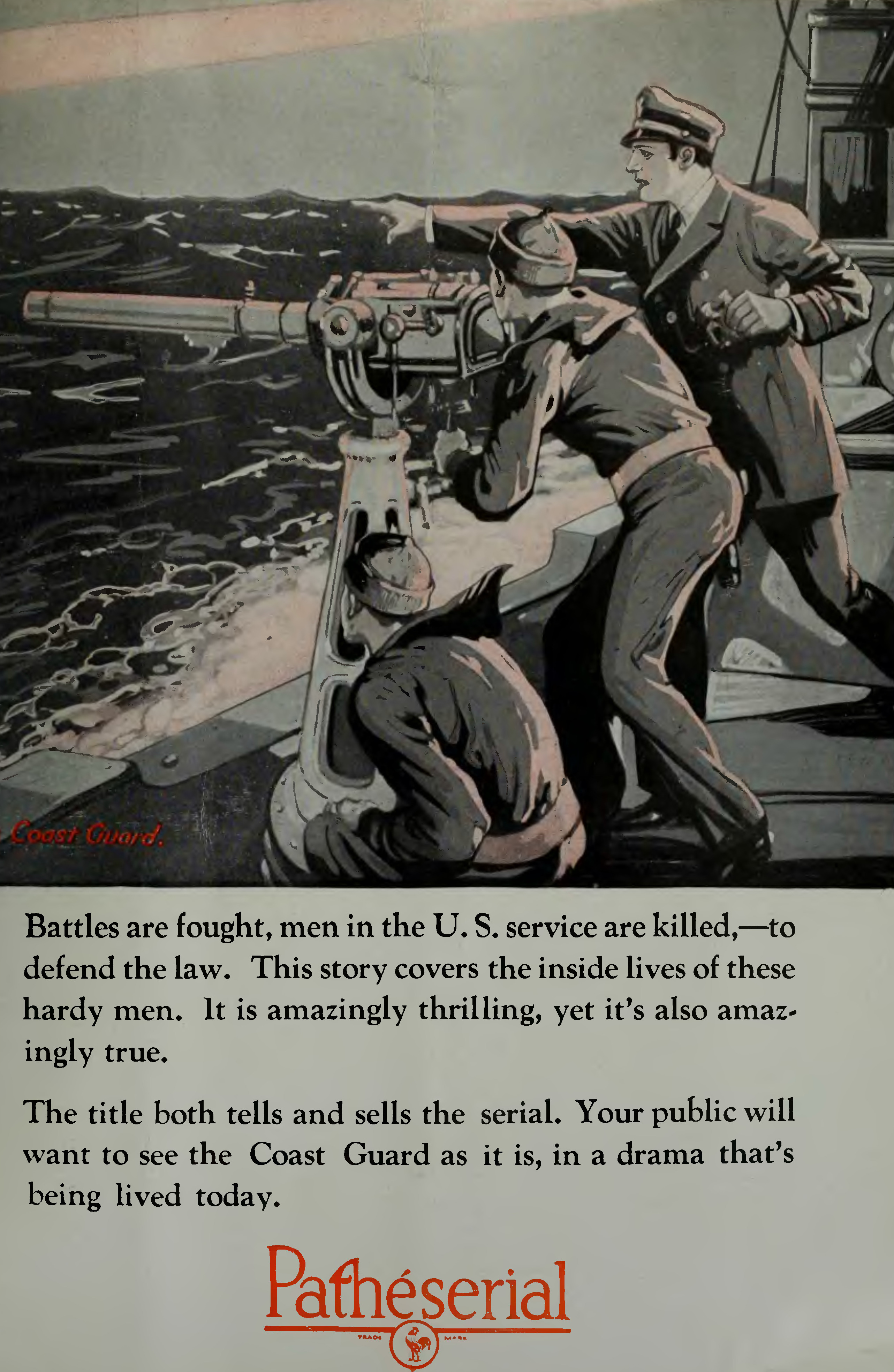
2e page d'annonce pour le film.

Casey of the Coast Guard est un film américain de type serial réalisé par William Nigh et sorti en 1926.

## Titres des chapitres
1. The Smugglers' Ruse
2. Shot In The Dark
3. Watchful Waiting
4. Under Suspicion
5. The Gas Chamber
6. Shot From The Depths
7. Contraband Channels
8. Smuggled Aliens
9. Meshes of The Law
10. Caught In The Net

## Fiche technique
- Réalisation : William Nigh
- Scénario : Lewis Allen Browne
- Producteur : Schuyler E. Grey
- Distributeur : Pathé Exchange
- Durée : 10 épisodes de 2 bobines[1]
- Date de sortie : 14 février 1926

## Distribution
- George O'Hara : John Casey
- Helen Ferguson : Doris Warren
- J. Barney Sherry : John Warren
- Coit Albertson : Malverni